# Olympiabrücke (Innsbruck)
Die Olympiabrücke ist eine Straßenbrücke in Innsbruck, die im Verlauf des Südrings (B 174) die Gleisanlagen des Hauptbahnhofes sowie die Sill überspannt und damit die Stadtteile Pradl und Wilten verbindet. Sie wurde anlässlich der Olympischen Winterspiele 1964 errichtet und danach benannt.

## Geschichte
Anlässlich der Olympischen Spiele 1964 wurde zur Entlastung der Innenstadt eine Brücke zur direkten Verbindung von Wilten und dem Bahnhof mit den Sportanlagen am Tivoli geplant. Mit dem Bau wurde am 22. August 1962 begonnen. Am 27. November 1963 wurde die Brücke fertiggestellt und am 3. Jänner 1964 feierlich eröffnet. Die Gesamtkosten betrugen 23,1 Millionen Schilling, davon kostete die Brücke 16,3 Millionen und die Rampen 4,7 Millionen Schilling. Die Olympiabrücke bildet das Herzstück der in weiterer Folge ausgebauten und in das Bundesstraßennetz übernommenen Ost-West-Verbindung, die von der Anschlussstelle Innsbruck Ost der Inntalautobahn in die Höttinger Au zur B 171 Tiroler Straße führt.
Mit steigendem Verkehr wurde die dreispurige Olympiabrücke zunehmend zum Nadelöhr im Verlauf des Südrings. Daher wurde sie von 2005 bis 2006 unter dem Wegfall der beidseitigen Gehsteige auf vier Fahrspuren ausgebaut. Für Fußgänger und Radfahrer wurde stattdessen ein neues Tragwerk südlich der bestehenden Brücke erbaut. Die Kosten für die Fuß-Radweg-Brücke betrugen rund 2,5 Millionen Euro. Am 13. April 2006 wurde die vierspurige Brücke für den Verkehr freigegeben.

## Konstruktion

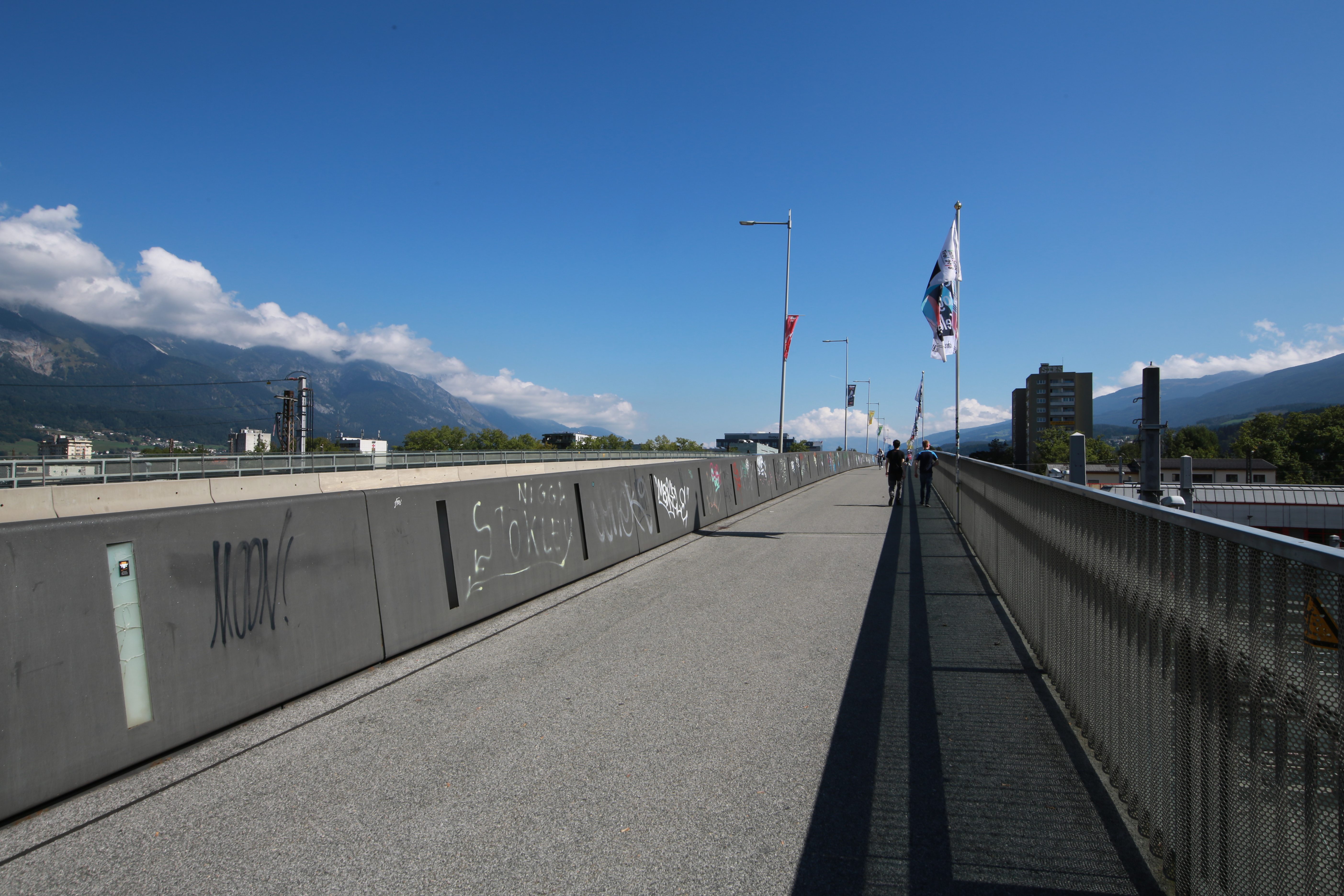
Blick über die Fuß- und Radwegbrücke Richtung Osten

Das Tragwerk der Straßenbrücke ist ein Spannbetonhohlkasten mit vier Feldern und drei Hauptträgerpaaren. Die Brücke ist 287 m lang, die Gesamtstützweite beträgt 249,7 m, die Breite 14,9 m. Die Rampenneigung beträgt im Osten 3 %, im Westen 5 %. 
Die Fuß- und Radwegbrücke ist ebenfalls eine vierfeldrige Stahlhohlkastenbrücke mit einer Länge von 284 m und einer Breite von 5 m. Auf der Nordseite ist die Brücke durch einen stählernen Brüstungsträger mit eingelegten vertikalen Glasstreifen von der Straße getrennt, auf der Südseite ist sie durch ein Glasgeländer mit vorgesetztem Stahlvorhang aus Trapezblech gesichert. Der Stiegenabgang auf der Ostseite ist mit einem Sichtbetonträger architektonisch gestaltet.